# Anacla Indian Reserve 12
Anacla Indian Reserve 12 är ett reservat i Kanada.   Det ligger i provinsen British Columbia, i den sydvästra delen av landet, 3 700 km väster om huvudstaden Ottawa.
I omgivningarna runt Anacla Indian Reserve 12 växer i huvudsak blandskog. Trakten runt Anacla Indian Reserve 12 är nära nog obefolkad, med mindre än två invånare per kvadratkilometer.